# Lijst van rivieren in Barbados
De lijst van rivieren in Barbados bevat een overzicht van alle rivieren en zijrivieren in Barbados.

## Atlantische Oceaan
- Bruce Vale Rivier
- Joes Rivier
- Long Pond Rivier

## Caraïbische Zee
- Constitution Rivier
- Indian Rivier